# Surface Pen
Surface Pen，是由微軟開發的觸控筆。一般搭配微软Surface系列来用作手写输入。

## 第一代
第一代是在2012年和Surface Pro一同推出，它採用的Penabled技術是由Wacom公司設計的。它的側面有一個物理按鍵，用以模擬右鍵單擊。笔的顶部在与屏幕接触时能作为橡皮擦使用。

## 第二代
第二代是在2014年同Surface Pro 3一同推出，採用N-trig公司（当时是一个独立的公司，后被微软收购）開發的技術。自第二代开始，Surface Pen始终采用了N-trig技术，并且向后兼容。
它有一個物理按鍵，按了可以發送藍牙打開OneNote。在筆的側面，有一個單獨的按鈕用來擦除。它需要两部分電池：手写笔采用一节AAAA電池供电，而頂部按鈕使用两节319鈕扣電池。

## 第三代
第三代随Surface Pro 4一同推出。拥有1024級壓感，比上代的256級壓感帶來更精確的書寫和繪畫體驗。
Surface Pro 4將背後改為平面，使Surface Pen更容易吸附，亦將「右鍵」改為長條形放在這面，而顶部则还原了第一代的设计，作为「橡皮擦」使用。同时，顶部有一个按钮，允许用户自定义按下后执行的操作。默認選項為：單擊打開OneNote，雙擊截圖，長按啟動Cortana。

### 手寫筆尖套件
微软同时推出了手写笔尖套件，供用戶選擇適合的筆尖使用，有四種筆尖2H、H、HB、B選擇，對應鉛筆的硬度。預裝為HB。

## 第四代
第四代跟随Surface Pro (2017)一同推出。新的Surface Pen支持4096级压力感应以及1024级倾斜感应，同时拥有低至21毫秒的延迟。

## 兼容性
各世代Surface和Surface Pen搭配的兼容性表格如下：
- 第一个数字代表压力感应级数。
- 第二个数字（ms）代表笔迹延迟。
- 第三个数字（g）代表笔的触发压力。
- Tilt代表支持倾斜感应。

| Pen / 设备                 | SP1            | SP2             | SP3 S3        | SP4 SB1 Studio1 Laptop* | SP2017 SP6 Pro7 SB2 SGo Studio2 Laptop2* Laptop3* ProX |
| Ver.1 Wacom (SP1/SP2)      | 256 ~100ms 10g | 1024 ~100ms 10g | n/a           | n/a                     | n/a                                                    |
| Ver.2 n-Trig (SP3/S3)      | n/a            | n/a             | 256 ~75ms 42g | 256 ~40ms 42g           | 256 21ms 42g                                           |
| Ver.3 n-Trig (SP4/SB1)     | n/a            | n/a             | 256 ~75ms 21g | 1024 ~40ms 21g          | 1024 21ms 21g                                          |
| Ver.4 n-Trig (SP2017/SB2)  | n/a            | n/a             | 256 ~75ms 9g  | 1024 ~40ms 9g tilt**    | 4096 21ms 9g tilt                                      |
| Classroom pen (Surface Go) | n/a            | n/a             | 256 ~75ms 9g  | 1024 ~40ms 9g tilt**    | 4096 21ms 9g tilt                                      |
| Slim pen (Surface Pro X)   | n/a            | n/a             | 256 ~75ms 9g  | 1024 ~40ms 9g tilt**    | 4096 21ms 9g tilt                                      |

- * 倾斜感应在Surface Laptop上不受支持。
- ** Surface Studio 在固件更新后部分支持了倾斜感应。